# Ovios nealces
Ovios nealces är en fjärilsart som beskrevs av Fawcett 1915. Ovios nealces ingår i släktet Ovios och familjen nattflyn. Inga underarter finns listade i Catalogue of Life.